# Mehmedići
Mehmedići (en serbe cyrillique : Мехмедићи) est un village de Bosnie-Herzégovine. Il est situé dans la municipalité de Zvornik, République serbe de Bosnie. Au recensement de 1991, il comptait 238 habitants, dont une majorité de Musulmans (Bosniaques).